# Dietmar Kienast
Dietmar Kienast (Berlijn, 22 augustus 1925) is een Duits oudhistoricus.
Dietmar Kienast werd in 1963 privaatdocent voor oude geschiedenis aan de Johann Wolfgang Goethe-Universität Frankfurt. In 1965 werd hij als gewoon hoogleraar aangesteld voor de leerstoel oude geschiedenis in Marburg. Van 1972 tot aan zijn emeritaat in 1990 doceerde hij aan de Heinrich-Heine-Universität Düsseldorf. Sinds 1984 is Dietmar Kienast gewoon lid van het Deutsches Archäologisches Institut.
Kienast doet vooral onderzoek op het gebied van de Romeinse keizertijd. Zijn Römische Kaisertabelle (2e editie 1996) wordt beschouwd als een standaardwerk voor het oudhistorische onderzoek en onderwijs over deze periode.

## Beknopte bibliografie
- Cato der Censor, Heidelberg, 1954.
  - Cato der Zensor. Seine Persönlichkeit und seine Zeit. Mit einem Abdruck einiger Redefragmente Catos, Darmstadt, 1979. ISBN 3534071468 (herdruk met bijgewerkte bibliografie)
- Untersuchungen zu den Kriegsflotten der römischen Kaiserzeit, Bonn, 1966.
- Augustus. Prinzeps und Monarch, Darmstadt, 19993. ISBN 3534142934
- Römische Kaisertabelle. Grundzüge einer römischen Kaiserchronologie, Darmstadt, 19962. ISBN 3534182405

- Bibsys: 90590212
- Biblioteca Nacional de España: XX1026400
- Bibliothèque nationale de France: cb120311148 (data)
- CiNii: DA04853446
- Gemeinsame Normdatei: 119182092
- International Standard Name Identifier: 0000 0001 0935 6108
- Library of Congress Control Number: n83132930
- Nationale Bibliotheek van Tsjechië: jn20000603361
- Nationale bibliotheek van Australië: 35746185
- Nationale Bibliotheek van Israël: 987007274529505171
- Nederlandse Thesaurus van Auteursnamen: 075100983
- Système universitaire de documentation: 028484320
- Trove: 1068315
- Virtual International Authority File: 111368767
- WorldCat: E39PBJqBrC8MfxFR7CX8J4vCQq